# AGSM Verona F.C. Grezzana 2014-2015
Questa voce raccoglie le informazioni riguardanti l'Associazione Sportiva Dilettantistica AGSM Verona F.C. Grezzana nelle competizioni ufficiali della stagione 2014-2015.

## Divise e sponsor
La divisa casalinga accoppia un blu scuro a tinta unita, sia nella maglia, tranne nel colletto e nei bordi manica, di colore blu più chiaro, che nei pantaloncini e calzettoni. La maglia da trasferta è invece interamente gialla a tinta unita, sia nella maglia, tranne nel colletto e nei bordi manica, di colore blu: lo sponsor principale è AGSM Verona mentre lo sponsor tecnico fornitore delle maglie è Joma.
|  | 1ª divisa |  | 2ª divisa |  |

## Organigramma societario
Area tecnica
- Allenatore: Renato Longega
- Allenatore in seconda: Fabiana Comin
- Preparatore atletico: Davide Sganzerla
- Preparatore dei portieri: Giovanni Avesani

Area sanitaria
- Medico sociale: Michele Merlini
- Massaggiatore: Domenico Perricone

## Rosa
Rosa, numerazione e ruoli, tratti dal sito ufficiale della società, sono aggiornati al 10 gennaio 2015.
| N. |                     | Ruolo | Calciatrice         |
| -- | ------------------- | ----- | ------------------- |
| 1  | Svezia (bandiera)   | P     | Stéphanie Öhrström  |
| 2  | Italia (bandiera)   | D     | Claudia Squizzato   |
| 3  | Italia (bandiera)   | D     | Michela Ledri       |
| 4  | Italia (bandiera)   | C     | Naila Ramera        |
| 5  | Italia (bandiera)   | D     | Cecilia Salvai      |
| 6  | Italia (bandiera)   | D     | Federica Di Criscio |
| 7  | Italia (bandiera)   | A     | Tatiana Bonetti     |
| 8  | Italia (bandiera)   | A     | Melania Gabbiadini  |
| 9  | Italia (bandiera)   | A     | Patrizia Panico     |
| 10 | Svizzera (bandiera) | C     | Sandy Maendly       |
| 11 | Ungheria (bandiera) | C     | Lilla Sipos         |

| N. |                   | Ruolo | Calciatrice       |
| -- | ----------------- | ----- | ----------------- |
| 12 | Italia (bandiera) | P     | Ilaria Toniolo    |
| 13 | Italia (bandiera) | D     | Desirè Marconi    |
| 14 | Italia (bandiera) | C     | Lisa Dal Bianco   |
| 15 | Italia (bandiera) | C     | Carlotta Baldo    |
| 16 | Italia (bandiera) | A     | Martina Gelmetti  |
| 17 | Italia (bandiera) | D     | Elisa Fasoli      |
| 18 | Italia (bandiera) | A     | Silvia Fuselli    |
| 19 | Italia (bandiera) | A     | Sara Cutarelli    |
| 20 | Italia (bandiera) | C     | Eleonora Grazioli |
| 21 | Italia (bandiera) | A     | Marta Carissimi   |

## Calciomercato

### Sessione estiva
| Acquisti | Acquisti        | Acquisti      | Acquisti   |
| R.       | Nome            | da            | Modalità   |
| -------- | --------------- | ------------- | ---------- |
| P        | Ilaria Toniolo  | Valpolicella  | svincolata |
| C        | Sandy Maendly   | Torres        | svincolata |
| C        | Lilla Sipos     | Südburgenland | svincolata |
| A        | Tatiana Bonetti | Torres        | svincolata |
| A        | Silvia Fuselli  | Torres        | svincolata |
| A        | Patrizia Panico | Torres        | svincolata |

| Cessioni | Cessioni           | Cessioni     | Cessioni   |
| R.       | Nome               | a            | Modalità   |
| -------- | ------------------ | ------------ | ---------- |
| D        | Veronica Belfanti  | Cuneo        | prestito   |
| D        | Maria Karlsson     | Brescia      | definitivo |
| A        | Martina Battocchio | Valpolicella | svincolata |

### Sessione invernale
| Acquisti | Acquisti        | Acquisti | Acquisti   |
| R.       | Nome            | da       | Modalità   |
| -------- | --------------- | -------- | ---------- |
| C        | Marta Carissimi | Stjarnan | svincolata |

| Cessioni | Cessioni | Cessioni | Cessioni |
| R.       | Nome     | a        | Modalità |
| -------- | -------- | -------- | -------- |
|          |          |          |          |

## Risultati

### Serie A

#### Girone di andata
| Arbitro: | Marco Monaldi (Macerata) |

|               |           |            |
| Del Prete 12’ | Marcatori | 83’ Panico |

| Arbitro: | Carmine Luciano (Bologna) |

|                                                                                  |           |  |
| Gabbiadini 20’ (rig.), 46’ (rig.) Bonetti 21’ Fusetti 27’ (aut.) Panico 38’, 56’ | Marcatori |  |

| Arbitro: | Tommaso Betta (Bolzano) |

|  |           |                                                                     |
|  | Marcatori | 8’, 55’ Gabbiadini 30’, 83’ Panico 33’ Fuselli 76’ Ledri 86’ Ramera |

| Arbitro: | Francesco Alberti (Imola) |

|           |           |            |
| Panico 2’ | Marcatori | 93’ Pirone |

| Arbitro: | Giorgio Ravera (Lodi) |

|            |           |                                                                                                   |
| Franco 17’ | Marcatori | 12’, 19’, 56’, 81’ Panico 27’ Sipos 28’ Maendly 41’, 43’, 67’ Gabbiadini 83’ Bonetti 89’ Gelmetti |

| Arbitro: | Tremolada (Monza) |

|                           |           |             |
| Gabbiadini 58’ Panico 82’ | Marcatori | 5’ Petralia |

| Arbitro: | Emilio Zanotti (Pavia) |

|             |           |                                                                                   |
| Troiano 86’ | Marcatori | 2’ (78) Sipos 9’, 64’, 82’ Panico 47’ Gelmetti 54’, 63’, 89’ Bonetti 67’ Öhrström |

| Arbitro: | Mario Davide Arace (Lugo di Romagna) |

|            |           |  |
| Panico 24’ | Marcatori |  |

| Arbitro: | Monda |

|               |           |                              |
| Anaclerio 91’ | Marcatori | 17’, 47’ Panico 65’ Gelmetti |

| Arbitro: | Maurizio di Noia (Modena) |

|                                           |           |             |
| Sipos 6’ Gabbiadini 18’ (rig.) Panico 52’ | Marcatori | 63’ Serrano |

| Arbitro: | Stefano Campagnolo (Bassano del Grappa) |

|                                               |           |                                    |
| Bonetti 5’, 63’ Panico 9’, 61’ Gabbiadini 40’ | Marcatori | 63’ Del Stabile 80’ (rig.) Brumana |

| Arbitro: | Paolo Messaggi (Crema) |

|                           |           |                        |
| Giacinti 48’ Iannella 53’ | Marcatori | 10’ Bonetti 86’ Panico |

| Arbitro: | Armando Ongarato (Castelfranco Veneto) |

|                                                          |           |             |
| Sipos 9’, 78’ Panico 21’, 35’, 72’ (rig.) Di Criscio 48’ | Marcatori | 15’ Santoro |

#### Girone di ritorno
| Arbitro: | Ludwig Raus (Brescia) |

|                       |           |                         |
| Bonetti 7’ Panico 38’ | Marcatori | 42’ Guagni 75’ Tortelli |

| Arbitro: | Mauro Bracconi (Brescia) |

|                                           |           |                                                                                 |
| 20’ (rig.), 46’ (rig.) Fusetti 27’ (aut.) | Marcatori | 10’ Bonetti 14’, 60’ Panico 53’ Gabbiadini 68’ Di Criscio 82’ Sipos 90’ Fuselli |

| Arbitro: | Davide Barrozzi (Rovereto) |

|                                                                                       |           |  |
| Gabbiadini 14’ Piai 32’ (aut.) Di Criscio 36’ Bonetti 44’ Panico 56’, 62’ Fuselli 74’ | Marcatori |  |

| Arbitro: | Ilaria Bianchini (Terni) |

|  |           |                           |
|  | Marcatori | 18’ Panico 60’, 81’ Sipos |

| Arbitro: | Marco Bozzo (San Donà di Piave) |

|                                                                       |           |  |
| Bonetti 12’, 51’ Gabbiadini 17’, 69’ (rig.) Panico 64’ Di Criscio 78’ | Marcatori |  |

| Arbitro: | Bindella (Pesaro) |

|  |           |             |
|  | Marcatori | 47’ Bonetti |

| Arbitro: | Massimo Abagnale (Parma) |

|                                                       |           |  |
| Sipos 11’ Fuselli 28’, 74’ Gabbiadini 42’ Bonetti 65’ | Marcatori |  |

| Arbitro: | Enrico Maggio (Lodi) |

|                                          |           |                          |
| Tarenzi 48’, 61’ Girelli 64’, 67’ (rig.) | Marcatori | 28’ Bonetti 90+2’ Panico |

| Arbitro: | Biffi |

|                                                                    |           |              |
| Gabbiadini 28’, 70’ Gelmetti 30’, 87’ Carissimi 40’, 77’ Sipos 78’ | Marcatori | 62’ Clelland |

| Arbitro: | Amir Salama (Ostia Lido) |

|                              |           |                                                              |
| Marchese 5’ Domenichetti 46’ | Marcatori | 1’, 70’ Gelmetti 67’ Bonetti 68’ Sipos 73’ Fuselli 93’ Baldo |

| Arbitro: | Armando Ongarato (Castelfranco Veneto) |

|  |           |                |
|  | Marcatori | 59’, 78’ Sipos |

| Arbitro: | Alain Bontadi (Trento) |

|                |           |  |
| Di Criscio 69’ | Marcatori |  |

| Arbitro: | Francesco Alberti (Imola) |

|             |           |                                     |
| Gaburro 32’ | Marcatori | 1’ Bonetti 9’ Gabbiadini 88’ Panico |

### Coppa Italia

#### Sedicesimi di finale
| Arbitro: | Di Noia (Modena) |

| |           |  |
| Panico 2’, 8’, 20’, 47’, 77’, 92’ Ledri 13’, 84’ Fuselli 15’ Di Criscio 22’ Sipos 45’ Gelmetti 52’, 67’ Maendly 56’ Bonetti 56’ (rig.) Ramera 82’ Baldo 91’ | Marcatori |  |

#### Ottavi di finale
| Arbitro: | Abagnale (Parma) |

|  |           |                                             |
|  | Marcatori | 6’, 51’, 68’ Panico 69’ Gelmetti 79’ Ramera |

#### Quarti di finale
| Mozzanica 4 aprile 2015                        | Mozzanica | 1 – 0 referto | AGSM Verona | Stadio Comunale |
| \| \| \| \| \| Giacinti 57’ \| Marcatori \| \| |           |               |             |                 |
|                                                |           |               |             |                 |
| Giacinti 57’                                   | Marcatori |               |             |                 |

## Statistiche

### Statistiche di squadra
| Competizione | Punti | In casa | In casa | In casa | In casa | In casa | In casa | In trasferta | In trasferta | In trasferta | In trasferta | In trasferta | In trasferta | Totale | Totale | Totale | Totale | Totale | Totale | DR   |
| Competizione | Punti | G       | V       | N       | P       | Gf      | Gs      | G            | V            | N            | P            | Gf           | Gs           | G      | V      | N      | P      | Gf     | Gs     | DR   |
| ------------ | ----- | ------- | ------- | ------- | ------- | ------- | ------- | ------------ | ------------ | ------------ | ------------ | ------------ | ------------ | ------ | ------ | ------ | ------ | ------ | ------ | ---- |
| Serie A      | 67    | 13      | 11      | 2       | 0       | 52      | 9       | 13           | 10           | 2            | 1            | 58           | 13           | 26     | 21     | 4      | 1      | 110    | 22     | +88  |
| Coppa Italia | -     | 1       | 1       | 0       | 0       | 17      | 0       | 2            | 1            | 0            | 1            | 5            | 1            | 3      | 2      | 0      | 1      | 22     | 1      | +21  |
| Totale       | -     | 14      | 12      | 2       | 0       | 69      | 9       | 15           | 11           | 2            | 2            | 63           | 14           | 29     | 23     | 4      | 2      | 132    | 23     | +109 |

### Andamento in campionato
| Giornata  | 1 | 2 | 3 | 4 | 5 | 6 | 7 | 8 | 9 | 10 | 11 | 12 | 13 | 14 | 15 | 16 | 17 | 18 | 19 | 20 | 21 | 22 | 23 | 24 | 25 | 26 |
| --------- | - | - | - | - | - | - | - | - | - | -- | -- | -- | -- | -- | -- | -- | -- | -- | -- | -- | -- | -- | -- | -- | -- | -- |
| Luogo     | T | C | T | C | T | C | T | C | T | C  | C  | T  | C  | C  | T  | C  | T  | C  | T  | C  | T  | C  | T  | T  | C  | T  |
| Risultato | N | V | V | N | V | V | V | V | V | V  | V  | N  | V  | N  | V  | V  | V  | V  | V  | V  | P  | V  | V  | V  | V  | V  |
| Posizione | 9 | 4 | 2 | 5 | 4 | 3 | 2 | 2 | 2 | 1  | 1  | 1  | 1  | 2  | 2  | 1  | 1  | 1  | 1  | 1  | 1  | 1  | 1  | 1  | 1  | 1  |

Legenda:

Luogo: C = Casa; T = Trasferta. Risultato: V = Vittoria; N = Pareggio; P = Sconfitta.

### Statistiche delle giocatrici
| Giocatore     | Serie A  | Serie A | Serie A     | Serie A    | Coppa Italia | Coppa Italia | Coppa Italia | Coppa Italia | Totale   | Totale | Totale      | Totale     |
| Giocatore     | Presenze | Reti    | Ammonizioni | Espulsioni | Presenze     | Reti         | Ammonizioni  | Espulsioni   | Presenze | Reti   | Ammonizioni | Espulsioni |
| ------------- | -------- | ------- | ----------- | ---------- | ------------ | ------------ | ------------ | ------------ | -------- | ------ | ----------- | ---------- |
| C. Baldo      | 9        | 1       | 0           | 0          | ?            | 1            | ?            | ?            | 9+       | 2      | 0+          | 0+         |
| T. Bonetti    | 26       | 18      | 3           | 0          | ?            | 1            | ?            | ?            | 26+      | 19     | 3+          | 0+         |
| M. Carissimi  | 17       | 2       | 0           | 0          | ?            | ?            | ?            | ?            | 17+      | 2+     | 0+          | 0+         |
| S. Cutarelli  | 0        | 0       | 0           | 0          | ?            | ?            | ?            | ?            | 0+       | 0+     | 0+          | 0+         |
| L. Dal Bianco | 0        | 0       | 0           | 0          | ?            | ?            | ?            | ?            | 0+       | 0+     | 0+          | 0+         |
| F. Di Criscio | 23       | 5       | 3           | 2          | ?            | 1            | ?            | ?            | 23+      | 6      | 3+          | 2+         |
| E. Fasoli     | 0        | 0       | 0           | 0          | ?            | ?            | ?            | ?            | 0+       | 0+     | 0+          | 0+         |
| S. Fuselli    | 26       | 6       | 2           | 0          | ?            | 1            | ?            | ?            | 26+      | 7      | 2+          | 0+         |
| M. Gabbiadini | 26       | 18      | 0           | 0          | ?            | ?            | ?            | ?            | 26+      | 18+    | 0+          | 0+         |
| M. Gelmetti   | 25       | 7       | 0           | 0          | ?            | 3            | ?            | ?            | 25+      | 10     | 0+          | 0+         |
| E. Grazioli   | 0        | 0       | 0           | 0          | ?            | ?            | ?            | ?            | 0+       | 0+     | 0+          | 0+         |
| M. Ledri      | 26       | 1       | 3           | 0          | ?            | 2            | ?            | ?            | 26+      | 3      | 3+          | 0+         |
| S. Maendly    | 5        | 1       | 0           | 0          | ?            | 1            | ?            | ?            | 5+       | 2      | 0+          | 0+         |
| D. Marconi    | 23       | 0       | 2           | 0          | ?            | ?            | ?            | ?            | 23+      | 0+     | 2+          | 0+         |
| S. Öhrström   | 24       | -21     | 0           | 0          | ?            | ?            | ?            | ?            | 24+      | -21+   | 0+          | 0+         |
| P. Panico     | 25       | 33      | 1           | 0          | ?            | 9            | ?            | ?            | 25+      | 42     | 1+          | 0+         |
| N. Ramera     | 24       | 1       | 1           | 0          | ?            | 2            | ?            | ?            | 24+      | 3      | 1+          | 0+         |
| C. Salvai     | 20       | 0       | 2           | 0          | ?            | ?            | ?            | ?            | 20+      | 0+     | 2+          | 0+         |
| L. Sipos      | 25       | 14      | 3           | 0          | ?            | 1            | ?            | ?            | 25+      | 15     | 3+          | 0+         |
| C. Squizzato  | 19       | 0       | 0           | 0          | ?            | ?            | ?            | ?            | 19+      | 0+     | 0+          | 0+         |
| I. Toniolo    | 6        | -1      | 0           | 0          | ?            | ?            | ?            | ?            | 6+       | -1+    | 0+          | 0+         |